# Schwendenera
Schwendenera  es un género de plantas con flores perteneciente a la familia de las rubiáceas. Incluye una sola especie: Schwendenera tetrapyxis K.Schum. (1887).
Es nativo del sudeste de Brasil.